# オイスタークラッカー

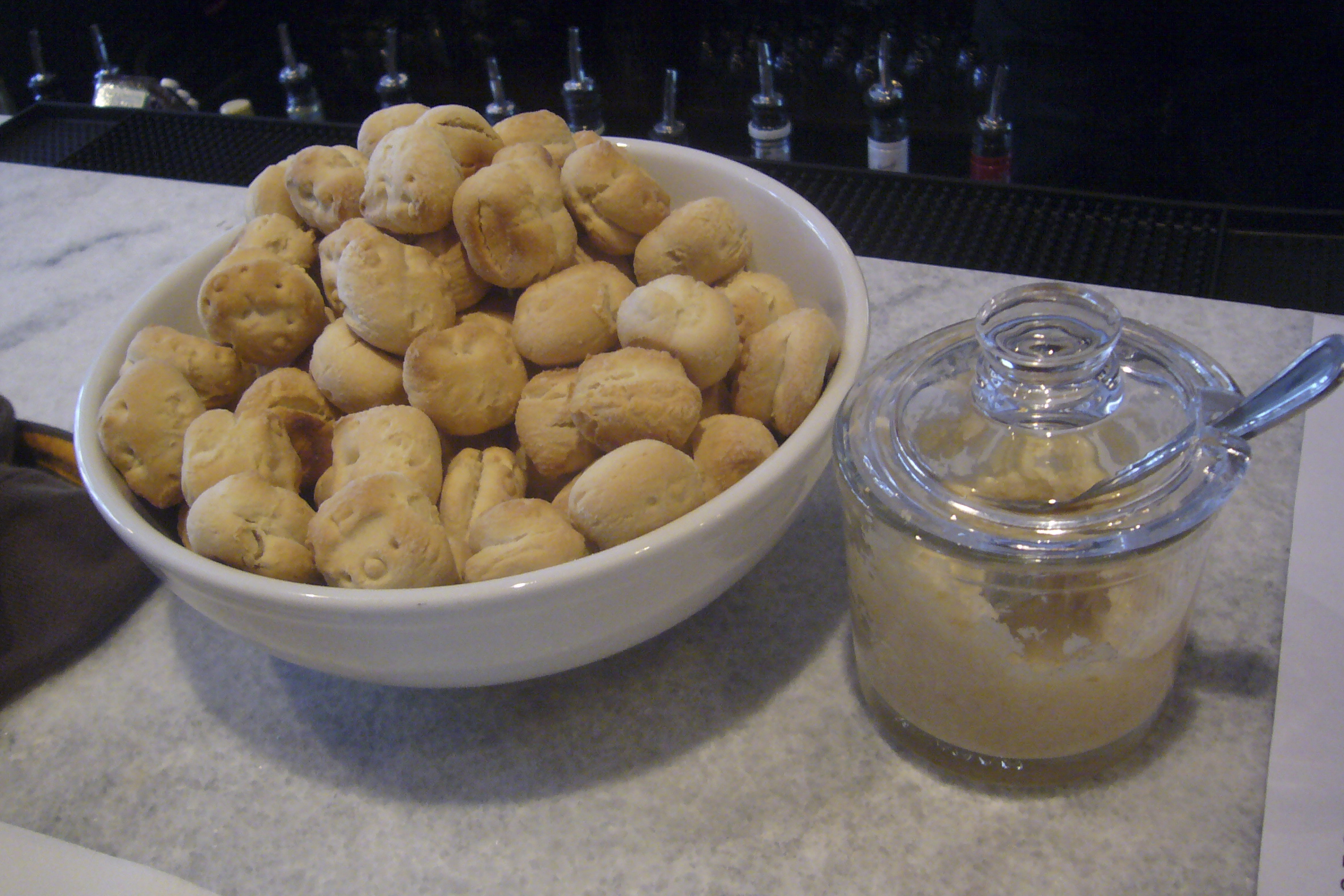

オイスタークラッカー（Oyster cracker）は直径約15ｍｍの丸いクラッカーで、少し小さめの六角形のものもある。牡蠣シチューやクラムチャウダーによく添えられており、塩味で、ソーダクラッカーに味が似ている。

## 料理
オイスタークラッカーは、アメリカの北東部のニューイングランド地方やシンシナティでは人気がある。ニューイングランド地方では牡蠣スープやクラムチャウダーと一緒に出される。塩味でないオイスタークラッカーは他の味つけや、ペッパーソースの味つけがされてアペタイザーやスナックとして出されることもある。シンシナティでは郷土料理であるシンシナティチリと一緒に出されるチリとよく一緒に出される。他の地域のレストランでは、スープかサラダに出されるクラッカーの中から選べる一つがオイスタークラッカーで、個別パックに入っている。
数多くの企業がオイスタークラッカーを製造しているが、ショートニングや他の材料の組み合わせは異なるものの、形や大きさは一貫している。

## 語源
「オイスタークラッカー」の語源ははっきりしていないものの、牡蠣（オイスター）シチューやクラムチャウダーと一緒に出されたことからその名がついたか、あるいは牡蠣の殻の形に似ているからとも考えられる。 他の名称には「ウォータークラッカー」、「フィラデルフィアクラッカー」、「トレントンクラッカー」がある。

## 起源
現在のバーモント州ラトランドにある ウエストミンスター・クラッカー会社は1828年からオイスタークラッカーを製造していることを主張している。 しかし、アダム・エクストンがその約18年後にオイスタークラッカーを発明したという反訴が認められている。
ニュージャージー州トレントンにいたパン職人、アダム・エクストンは、1842年にイギリスのランカシャーからアメリカに移住し、1846年に義兄弟のリチャード・アスプデンと一緒にケーキとクラッカーを売るパン屋をトレントンでオープンした。翌年アスプデンは他界したが、エクストンはパン屋を続け、ペーストリーを丸めてドッキングする機械を発明し、手作業でクラッカーを丸めていた衛生問題を解決している。